# Moi (Rogaland)
Moi is een plaats in de Noorse gemeente Lund in de provincie Rogaland. Moi telt 1769 inwoners (2007) en heeft een oppervlakte van 1,81 km². Het dorp ligt aan de E39 en aan Sørlandsbanen. Vanaf het station vertrekken treinen naar Stavanger en Kristiansand.
De dorpskerk dateert uit 1808. Het gebouw biedt plaats aan ruim 400 mensen. Naast de kerk staat het Lund Bygdemuseum dat voornamelijk gewijd is aan de lokale geschiedenis. Grootste werkgever is NorDan, dat kunststof kozijnen produceert. 